# France Info
France Info és una emissora de ràdio francesa d'informatius. Retransmet a nivell nacional i pertany al grup Radio France.
Emet tant per AM i FM com per internet. A part de França, el senyal arriba a regions d'altres països veïns, incloent el sud d'Anglaterra.

## Història
Va ser fundada el 1987 per Roland Faure i Jérôme Bellay. Les audiències van anar pujant gradualment, especialment en els anys 1995, 2003 i 2006 a causa de diversos conflictes socials sent la quarta emissora amb major nombre d'oients, només per darrere de RTL, NRJ i France Inter.
La seu central es troba a París, encara que hi ha altres àrees de difusió al llarg de la geografia gal·la: Lió, Marsella i Tolosa. Emet programació pròpia i fa connexions amb France Bleu per a les notícies locals.